# 원한의 성
"원한의 성"은 한국에서 제작된 이만흥 감독의 1955년 영화이다. 주증녀 등이 주연으로 출연하였고 박경주 등이 제작에 참여하였다.

## 출연

### 주연
- 주증녀
- 박경주
- 송미남
- 정성숙

## 기타
- 녹음: 이경순